# Hockey Club Lugano Ladies Team
L'Hockey Club Lugano Ladies Team è una squadra di hockey su ghiaccio femminile con sede a nell'omonima città svizzera; compete nel campionato svizzero femminile di hockey su ghiaccio nella massima serie.
È uno dei club più affermati e vincenti della Svizzera. A partire dalla stagione 2005-2006 a livello nazionale ha vinto 8 titoli svizzeri (2005-2006, 2006-2007, 2008-2009, 2009-2010, 2013-2014, 2014-2015, 2018-2019, 2020-2021) e conquistato altre 7 finali dei play-off. A livello internazionale ha partecipato a 2 edizioni della Coppa Europa e a 2 edizioni della Women European Champions Cup.

## Storia
Il Ladies team del HC Lugano viene fondato nel 1990. Da lì inizia la scalata verso i vertici dell'hockey svizzero femminile. La promozione in Lega nazionale B avviene nella stagione 1996-1997 e quella in A avviene la stagione successiva dopo aver vinto il titolo in B.

Dalla stagione 1997-1998 la squadra milita in A e cresce ancora molto fino ad arrivare al 2006, anno in cui le ladies vincono il loro primo titolo di campionesse svizzere. Nella stagione successiva, 2006-2007, la squadra bissa il successo ottenuto e partecipa al turno finale della Coppa Europa, classificandosi al 5º posto. La stagione 2007-2008 le bianconere non vincono il campionato ma partecipano lo stesso alla Coppa Europa.

Nelle 2 stagioni seguenti il team torna a vincere il titolo e nel 2009-2010 vi è anche la partecipazione al turno finale della Women European Champions Cup. Nelle stagioni 2010-2011 e 2011-2012 concludono il campionato al 2º posto diventando vice-campionesse svizzere e nel 2011 partecipano ancora una volta al turno finale della Women European Champions Cup. Il torneo si svolge alla Resega e davanti al pubblico di casa terminano al 3º posto.

Nella stagione 2012-2013 le ladies si arrendono per il terzo anno consecutivo, dopo 5 partite, alle ZSC Lions Frauen e chiudono quindi il campionato come vice-campionesse svizzere.

## Cronologia
- 1990 - 1996: Leghe minori
- 1996 - 1997: Lega Nazionale B
- 1997 - oggi: Lega Nazionale A

## Rosa
Dati aggiornati al 22 marzo 2014.
| 31 | Svizzera (bandiera)    | P | Luana Jam           | 1995 | 172 | 56 |
| 39 | Svizzera (bandiera)    | P | Sasha Ronchi        | 1998 | 162 | 65 |
| 23 | Svizzera (bandiera)    | D | Nicole Bullo - C    | 1987 | 159 | 55 |
| 10 | Svizzera (bandiera)    | D | Nathalie Buser      | 1989 | 173 | 71 |
|    | Svizzera (bandiera)    | D | Sarah Forster       | 1993 | 169 | 66 |
| 63 | Svizzera (bandiera)    | A | Claudia Cantamessi  | 1996 | 161 | 62 |
| 92 | Svizzera (bandiera)    | A | Laura Desboeufs     | 1996 | 162 | 62 |
| 88 | Svizzera (bandiera)    | A | Romy Eggimann       | 1995 | 158 | 55 |
| 79 | Canada (bandiera)      | A | Isabel Ménard       | 1991 |     |    |
| 24 | Svizzera (bandiera)    | A | Bettina Meyer       | 1998 | 172 | 60 |
| 13 | Svizzera (bandiera)    | A | Evelina Raselli - A | 1992 | 170 |    |
| 9  | Svizzera (bandiera)    | A | Anja Stiefel - A    | 1990 | 160 | 62 |
| 7  | Svizzera (bandiera)    |   | Céline Abgottspon   | 1995 | 174 | 69 |
| 17 | Stati Uniti (bandiera) |   | Kacy Ambroz         | 1990 |     |    |
|    | Svizzera (bandiera)    |   | Sophie Anthamatten  | 1991 |     |    |
|    | Svizzera (bandiera)    |   | Susan Canonica      | 1987 |     |    |
|    | Svizzera (bandiera)    |   | Nikla Gianettoni    | 1998 |     |    |
| 11 | Stati Uniti (bandiera) |   | Kristine Horn       | 1991 |     |    |

Legenda: P=Portiere; D=Difensore; A=Attaccante; L=Sinistra; R=Destra

### Staff tecnico
Aggiornato al 22 marzo 2014.
| Ruolo       | Nome             |
| ----------- | ---------------- |
| Head Coach: | Marzio Brambilla |

## Palmarès

### Competizioni nazionali
- Campionato svizzero: 7
2005-2006, 2006-2007, 2008-2009, 2009-2010, 2013-2014, 2014-2015, 2018-2019
- Campionato svizzero - Lega Nazionale B: 1
1996-1997
- Campionato svizzero - Prima Lega: 1
1995-1996

### Competizioni internazionali
- Coppa Europa: 1 quinto e 1 quarto posto
2006-2007, 2007-2008
- Women European Champions Cup: 1 quarto e 1 terzo posto
2009-2010, 2010-2011